# Donja Dubica
Donja Dubica es un pueblo de la municipalidad de Odžak, en el cantón de Posavina, Bosnia y Herzegovina.

## Superficie
Posee una superficie de 30,47 kilómetros cuadrados.

## Demografía
Hasta 2013 la población era de 1472 habitantes, con una densidad de población de 48,3 habitantes por kilómetro cuadrado.